# Vaughn Monroe
Vaughn Monroe (7. oktober 1911 – 21. maj 1973) var en amerikansk sanger, trompetist og Big Band-leder, som var meget populær i 1940'erne og 1950'erne. Han ledede et orkester i Boston i 1940 og var tillige bandets vokalist.
Blandt de kendte sange fra hans repertoire kan nævnes Racing With the Moon (1941), Let It Snow, Let It Snow (1946), Ballerina (1947) og Riders In the Sky (1949).
Helt frem til sin død optrådte Monroe på blandt andet natklubber og var også en overgang ejer af en restaurant.